# Coyahualco
Coyahualco är en ort i Mexiko.   Den ligger i kommunen Huamuxtitlán och delstaten Guerrero, i den sydöstra delen av landet, 200 km söder om huvudstaden Mexico City. Coyahualco ligger 914 meter över havet och antalet invånare är 1 136.
Terrängen runt Coyahualco är huvudsakligen lite bergig. Coyahualco ligger nere i en dal. Runt Coyahualco är det ganska tätbefolkat, med 108 invånare per kvadratkilometer. Närmaste större samhälle är Huamuxtitlán, 6,8 km norr om Coyahualco. I omgivningarna runt Coyahualco växer huvudsakligen savannskog.